# Nicola
Nicola  è un nome proprio di persona italiano maschile. È usato al femminile in altre lingue e, limitatamente, anche in italiano.

## Varianti
- Maschili: Nicolò[1][2][3][5], Niccolò[1][2][3][4][5], Nicolao[1][3][5], Nicolas[2][5], Nicòlo[2][5], Nìcolo[2][5], Nìccolo[5]
  - Alterati: Nicolino[2][3][5], Nicoletto[2][5]
  - Ipocoristici: Nico[2], Nicco[2], Niclo[2], Cola[2]
  - Composti: Nicolangelo[2], Nicolantonio[2]
- Femminili: Nicoletta[2]

### Varianti in altre lingue
- Albanese: Nikollë[3]
- Basco: Nikola, Mikolas[3][7]
- Bielorusso: Мікалай (Mikalaj)[3]
- Bulgaro: Никола (Nikola), Николай (Nikolaj)[3]
- Catalano: Nicolau[3][4][7]
- Ceco: Mikuláš, Mikoláš, Mikula, Nikola[3]
- Croato: Nikola[3][4]
- Danese: Nicolai, Nikolaj, Nicolaus, Nikolaus, Niklas, Nicklas, Niclas, Niels, Nils, Nels[3][4]
- Esperanto: Nikolao[3]
- Estone: Nigul[3]
- Finlandese: Niilo, Niklas, Niclas, Nikok[3]
- Francese: Nicolas[3][8]
- Galiziano: Nicolau[3][7]
- Gallese: Niclas[4]
- Georgiano: ნიკოლოზ (Nik'oloz)[3]
- Greco antico: Νικόλαος (Nikolaos), Νικόλεως (Nikòleōs)[1][2][3][4][8][9]
- Greco moderno: Νικόλαος (Nikolaos), Νικόλας (Nikolas)[3][4]
- Inglese: Nicholas, Nikolas, Nickolas[3][4][8]
  - Medio inglese: Nicol, Nichol, Nycholas[3][4][8]
- Irlandese: Nioclás[3][4]
- Ladino: Micurà[5]
- Latino: Nicolaus, Nicholaus[1][3][4][8]
- Lettone: Nikolajs, Niklāvs[3]
- Ligure: Nicòlla[10]
- Macedone: Никола (Nikola)[3]
- Maori: Nikora[3]
- Norvegese: Nicolai, Niklas, Nils[3]
- Olandese: Nicolaas, Nikolaas[3][4]
- Polacco: Mikołaj[3][4]
- Portoghese: Nicolau[3]
- Rumeno: Nicolae, Neculai[3]
- Russo: Николай (Nikolaj)[3][4]
- Sami: Nilas[3], Niillas[3]
- Scozzese gaelico: Neacel, Neacal, Niocal[3][4]
- Scots: Nicol, Nichol[3][4]
- Serbo: Никола (Nikola)[3][4]
- Slovacco: Mikuláš[3]
- Sloveno: Miklavž, Nikola, Nikolaj[3]
- Spagnolo: Nicolás, Nicolao[3][4][7]
- Svedese: Niklas, Nicklas, Niclas, Nils[3]
- Tedesco: Nicolaus, Nikolaus, Nickolaus, Niklas[3][4]
  - Svizzero tedesco: Niklaus[3]
- Ucraino: Микола (Mykola)[3]
- Ungherese: Miklós, Nikolasz[3][4]

Forme alterate e ipocoristiche
- Basso tedesco: Klaas[3]
- Croato: Nikica, Niko, Nikša[3]
- Danese: Cai, Claus, Klaus, Kai, Kaj, Kay, Nis[3][4]
- Esperanto: Niĉjo[3]
- Finlandese: Kai, Kaj, Klaus, Launok[3][4]
- Frisone: Kai, Kay, Klaes[3]
- Georgiano: ნიკა (Nik'a), ნიკო (Nik'o), ნიკუშა (Nik'usha)[3]
- Greco moderno: Νίκος (Nikos), Νικ (Nik)[3]
- Inglese: Nic, Nick, Nicky, Nik, Nico, Colin[3][4]
  - Medio inglese: Col, Colinet[3][4]
- Lettone: Klāvs[3]
- Ligure: Nicollin[10]
- Limburghese: Klaos[3]
- Norvegese: Kai, Kaj, Kay, Klaus[3]
- Olandese: Kai, Kay, Klaas, Nick, Nico, Niek[3][4]
- Macedone: Николче (Nikolče)[3]
- Portoghese: Nico[3]
- Rumeno: Nicu, Nicușor[3]
- Russo: Коля (Kolja)[3][4]
- Serbo: Никица (Nikica)[3]
- Sloveno: Nik, Niko[3]
- Spagnolo: Nico[3]
- Svedese: Cai, Caj, Kai, Kaj, Kay, Klas, Claes[3]
- Tedesco: Claus, Klaus, Nico, Niko, Kai, Kay[3][4]
- Ungherese: Kolos, Miksa[3]

## Origine e diffusione

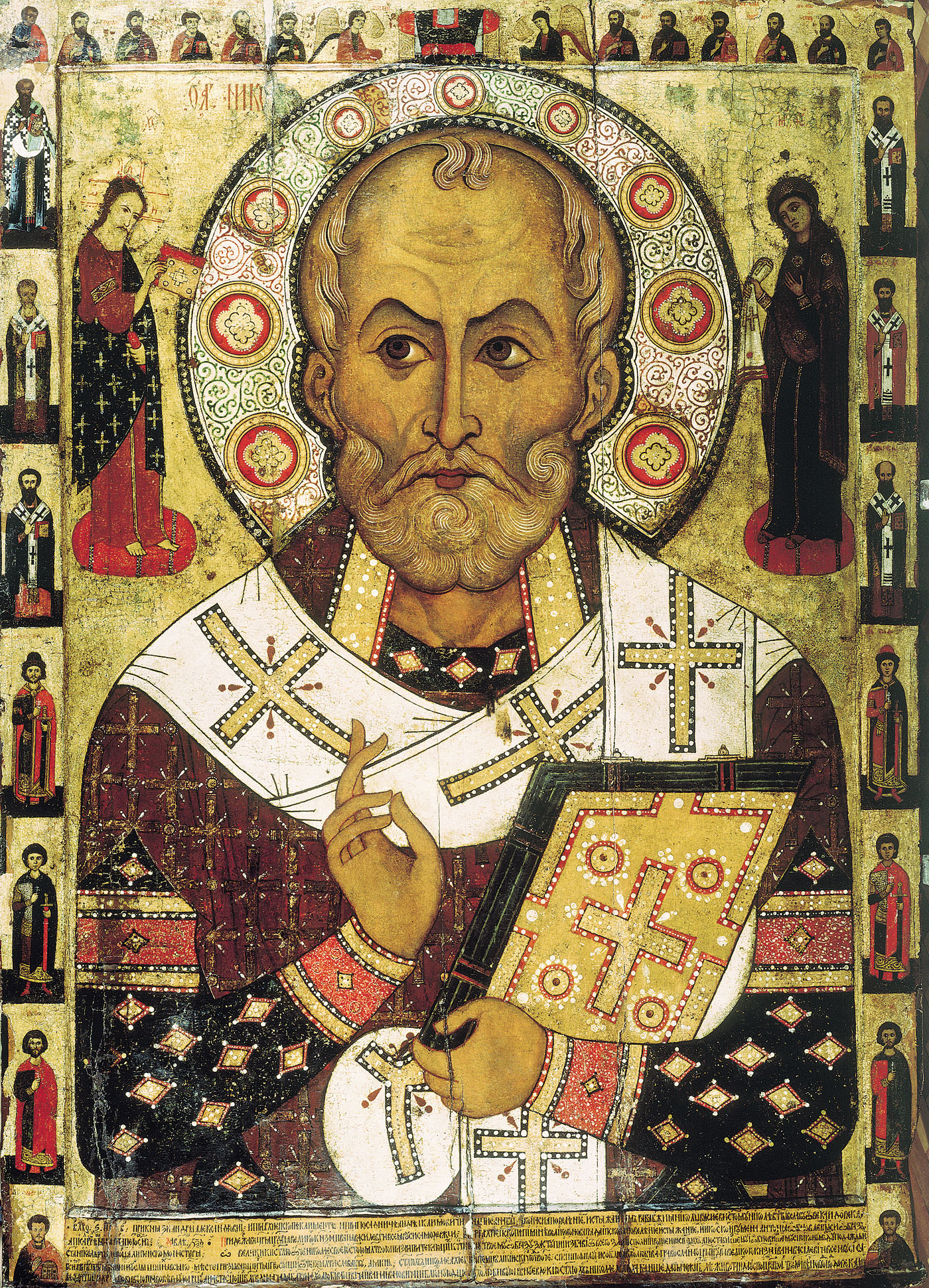
Icona ortodossa di san Nicola di Bari

Deriva dal greco antico Νικόλαος (Nikòlaos); è composto da νίκη (nìke, "vittoria", o anche νικάω, nikáō, "vincere") e λαός (laòs, "popolo, folla", o il corrispettivo attico λεώς, leṓs); entrambi i termini sono assai diffusi nell'onomastica greca: il primo si trova ad esempio in Nicodemo, Andronico, Berenice e Niceforo, il secondo in Carilao, Ermolao, Menelao e Laodice. Il significato complessivo viene interpretato come "vittoria del popolo", "popolo della vittoria" o "vincitore fra il popolo" (o "del popolo", "con il popolo", "per il popolo").
Nome di scarsa diffusione nell'antica Grecia, divenne enormemente popolare in tutta la cristianità grazie alla figura di san Nicola, vescovo di Mira nel III-IV secolo; da lui discende, tramite la tradizione olandese di Sinterklaas, la figura di Santa Claus (corrispondente in Italia a Babbo Natale).
Il nome passa in latino come Nicolaus, da cui discende la forma italiana più antica documentata, "Nicolao", passata in "Nicolò" (o "Niccolò") per la tipica riduzione della au latina in o, mentre "Nicola" sembra essere una restituzione più recente. Quest'ultima è comunque la forma di gran lunga più diffusa: negli anni 1970 se ne contavano 206.000 occorrenze, sparse su tutto il territorio nazionale ma con più frequenza al Sud, specie in Puglia: delle altre forme, molte delle quali circoscritte a zone specifiche del paese, superavano il migliaio di occorrenze solo "Nicolò" (30.000) e "Nicolino" (6000), con "Niccolò" appena sotto (900, tipicamente toscana); degno di considerazione l'uso del nome come femminile, specialmente in composti come "Maria Nicola" (1300 occorrenze all'epoca).
In Inghilterra divenne piuttosto comune a partire dal XII secolo, rarificandosi leggermente dopo la riforma protestante.

## Onomastico
L'onomastico si festeggia tradizionalmente il 6 dicembre, in ricordo di san Nicola, vescovo di Mira e patrono, fra gli altri, di bambini, navigatori, mercanti, della Grecia, della Russia e di Bari. Si ricordano numerosi altri santi e beati con questo nome, alle date seguenti:
- 2 febbraio, san Nicola da Longobardi, religioso[11]
- 3 febbraio, san Nicola del Giappone, monaco e teologo russo[11]
- 16 febbraio, beato Nicola Paglia, domenicano
- 21 marzo, san Nicola di Flüe, anacoreta, patrono della Svizzera[1][11]
- 27 aprile, beato Nicola Roland, fondatore delle Suore del Santo Bambino Gesù
- 10 maggio, beato Niccolò Albergati, certosino, cardinale, patrono di Bologna e degli Agostiniani[12]
- 2 giugno, san Nicola il Pellegrino, patrono di Trani[1]
- 8 giugno, beato Nicola da Gesturi, detto "Frate Silenzio"[11]
- 17 luglio, san Nicola II di Russia, imperatore e martire[11]
- 28 luglio, san Nicola di Antiochia, diacono[13]
- 17 agosto, san Nicolò Politi, eremita in Sicilia[11]
- 10 settembre, san Nicola da Tolentino, sacerdote agostiniano[1][11]
- 10 ottobre, san Nicola, martire a Ceuta[1]
- 13 novembre, san Niccolò I "il Grande", papa[1][12]
- 14 novembre, san Nicola Tavelić, martire[11]
- 5 dicembre, beato Niccolò Stenone, scienziato danese[11]
- 23 dicembre, beato Niccolò Fattore, francescano spagnolo[12]

## Persone

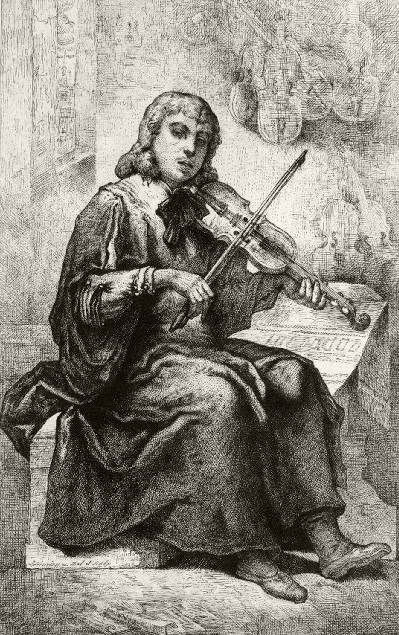
Nicola Amati

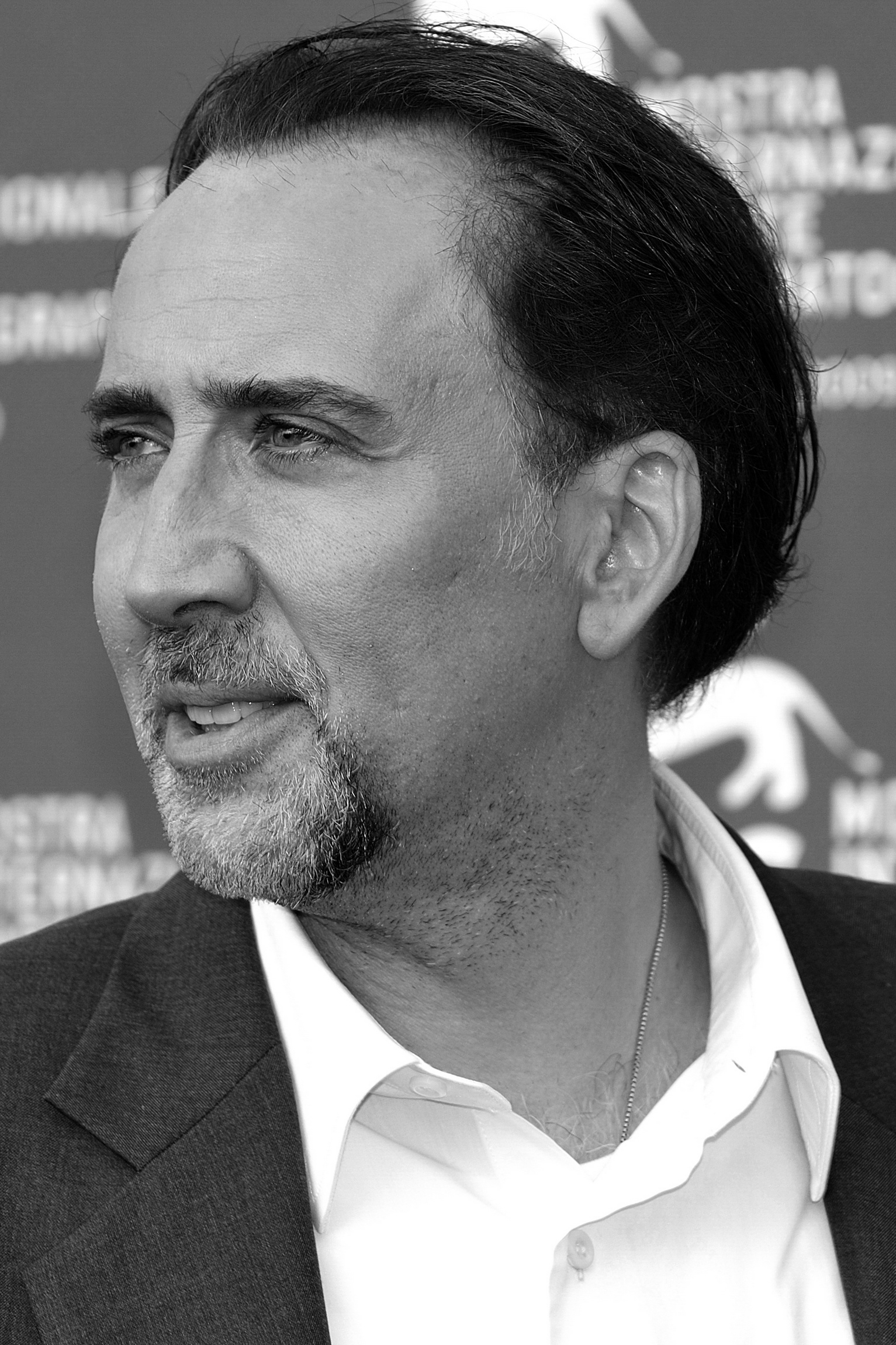
Nicolas Cage

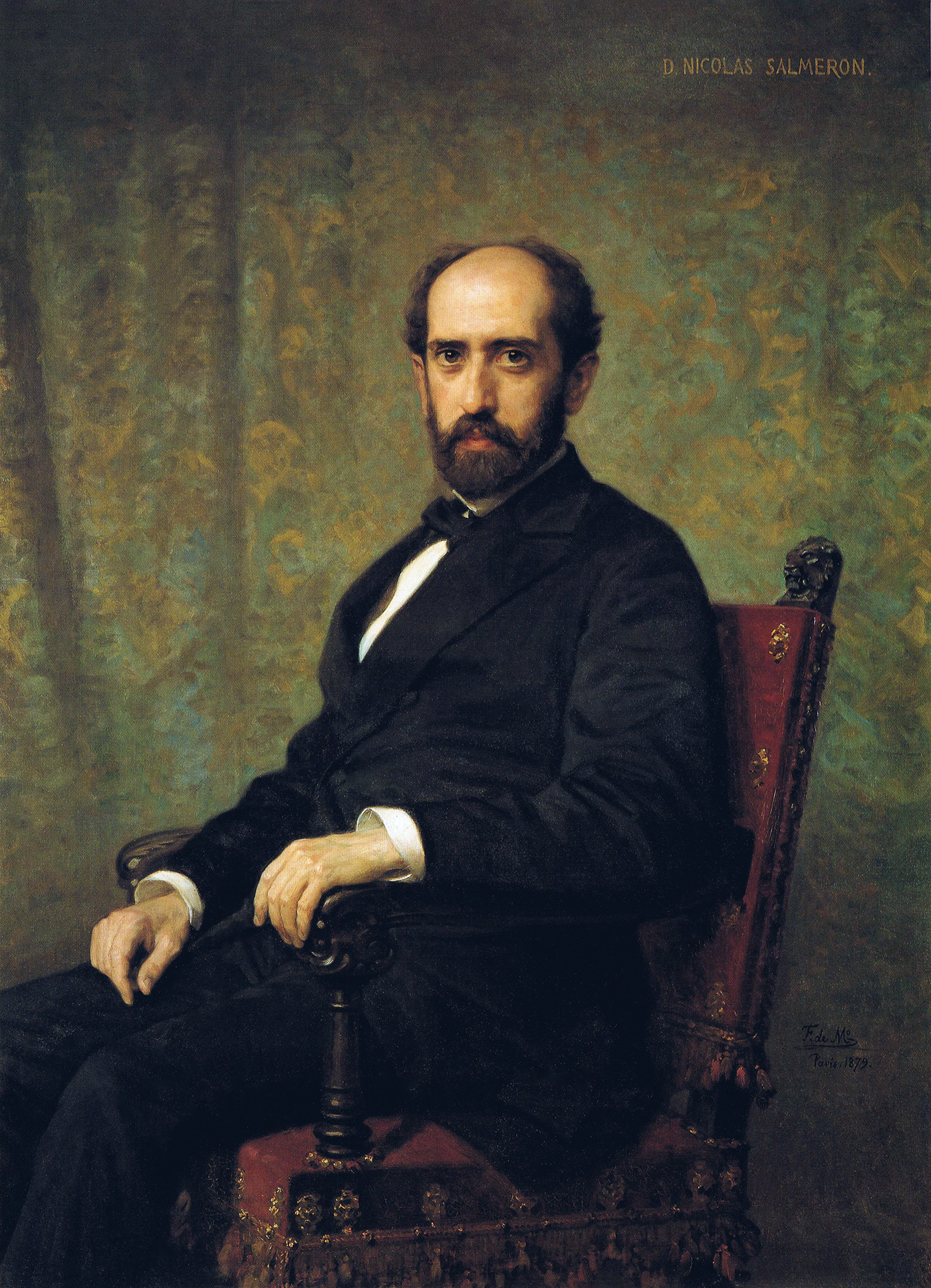
Nicolás Salmerón

- Nicola di Bari, vescovo e santo greco antico
- Nicola I di Russia, zar di Russia
- Nicola II di Russia, zar di Russia
- Nicola Abbagnano, filosofo italiano
- Nicola Amati, liutaio italiano
- Nicola Amodio, poliziotto e martire della Resistenza italiano
- Nicola Bellomo, generale italiano
- Nicola Berti, calciatore italiano
- Nicola Bombacci, politico italiano
- Nicola Cilento, storico italiano
- Nicola Cusano, cardinale, teologo, filosofo e umanista tedesco
- Nicola Fabrizi, patriota italiano
- Nicola Fago, detto "il Tarantino", compositore italiano
- Nicola Legrottaglie, calciatore italiano
- Nicola Musmeci, pilota e nobiluomo italiano
- Nicola Piovani, pianista, compositore e direttore d'orchestra italiano
- Nicola Savino, conduttore radiofonico, conduttore televisivo e attore e italiano
- Nicola Antonio Zingarelli, compositore italiano
- Nicola Zingaretti, politico italiano

### Variante Nicolas
- Nicolas Anelka, calciatore francese
- Nicolas Cage, attore e produttore cinematografico statunitense
- Nicolas Frantz, ciclista su strada lussemburghese
- Nicolas König, attore tedesco
- Nicolas Louis de Lacaille, astronomo francese
- Nicolas Poussin, pittore francese
- Nicolas Sarkozy, politico e avvocato francese
- Nicolas Vaporidis, attore e produttore cinematografico italiano

### Variante Nicolás
- Nicolás Avellaneda, politico argentino
- Nicolás de Cardona, scrittore ed esploratore spagnolo
- Nicolás de Jesús López Rodríguez, cardinale e arcivescovo cattolico dominicano
- Nicolás Gómez Dávila, scrittore, filosofo e aforista colombiano
- Nicolás Guillén, scrittore cubano
- Nicolás Riera, attore e cantante argentino
- Nicolás Salmerón, filosofo, scrittore e politico spagnolo
- Nicolás Terol, pilota motociclistico spagnolo
- Nicolás Vázquez, attore e cantante argentino

### Variante Nicholas

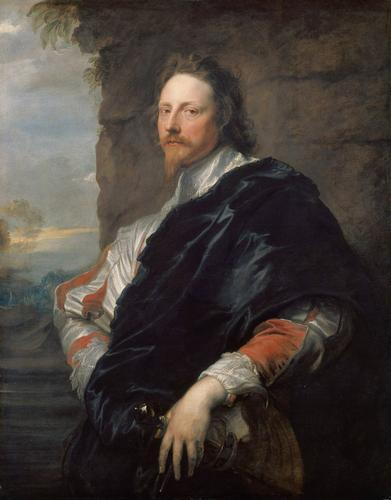
Nicholas Lanier

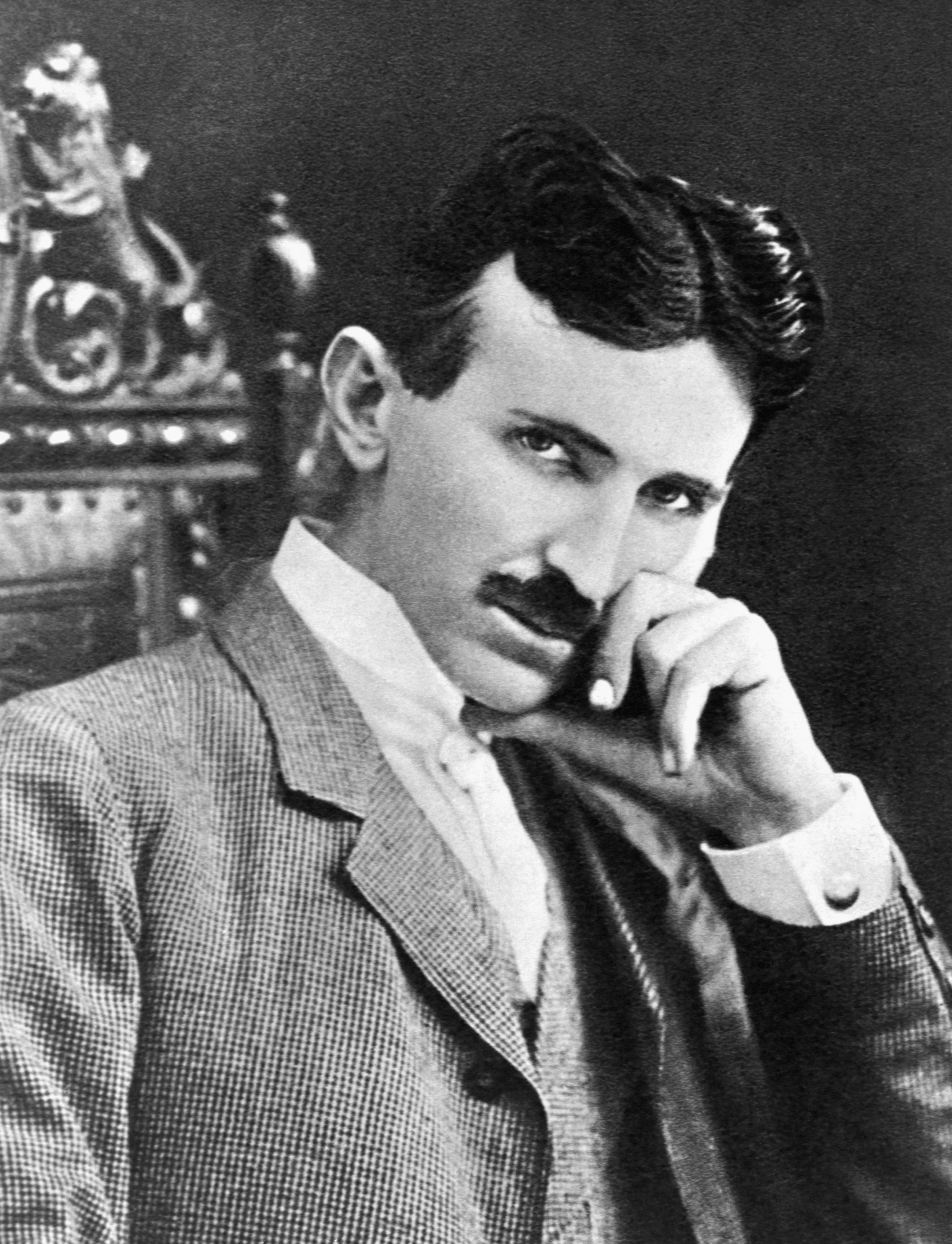
Nikola Tesla

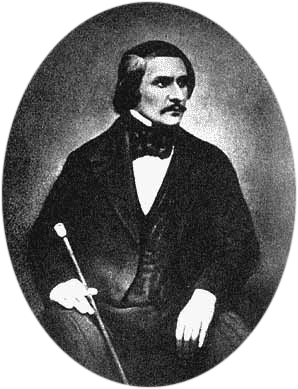
Nikolaj Gogol'

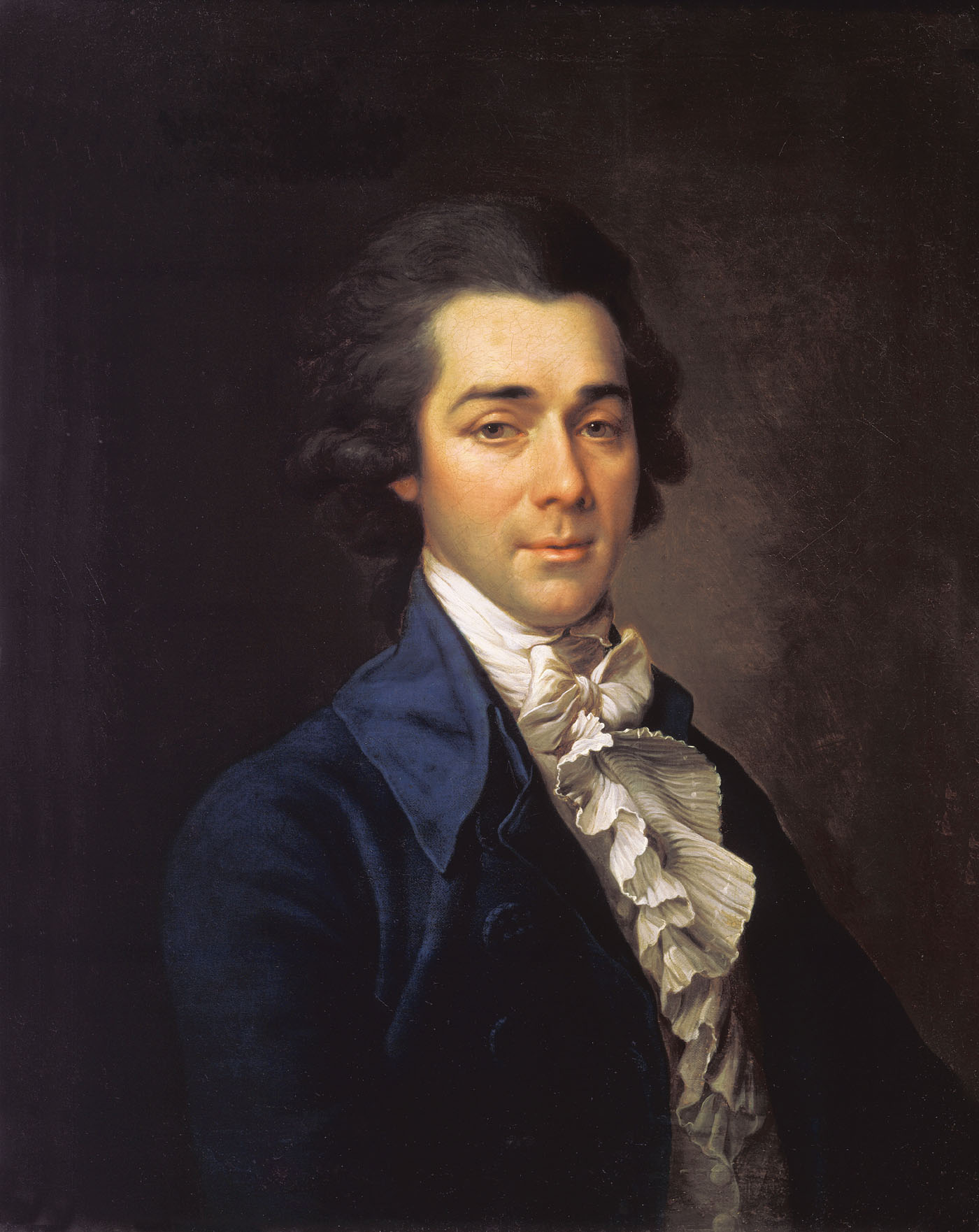
Nikolaj L'vov

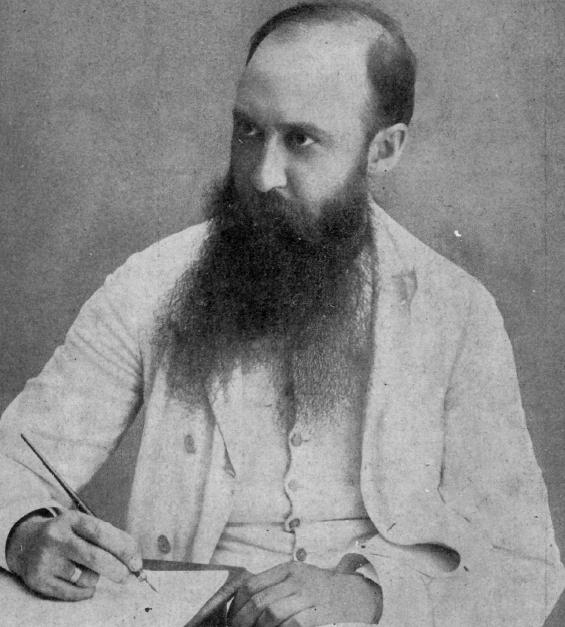
Nicolae Iorga

- Nicholas Edward Brown, botanico britannico
- Nicholas Georgescu-Roegen, economista rumeno
- Nicholas Grimshaw, architetto britannico
- Nicholas Herkimer, generale statunitense
- Nicholas Hilliard, miniatore e orafo britannico
- Nicholas Lanier, cantore, liutista, compositore e pittore britannico
- Nicholas Ludford, compositore e cantore britannico
- Nicholas Murray Butler, filosofo, diplomatico, politico e pedagogista statunitense
- Nicholas Pryor, attore statunitense
- Nicholas Ridley, religioso e teologo britannico

### Variante Nikola
- Nikola Eterović, arcivescovo cattolico serbo
- Nikola Grbić, pallavolista serbo
- Nikola Hristić, politico serbo
- Nikola Mušmov, numismatico e museologo bulgaro
- Nikola Tesla, ingegnere elettrico, inventore e fisico serbo naturalizzato statunitense
- Miklós Zrínyi, poeta croato

### Variante Nikolaos
- Nikolaos Balànos, architetto greco
- Nikolaos Gysis, pittore greco
- Nikolaos Mantzaros, compositore greco
- Nikolaos Plastiras, politico greco

### Variante Nikolaj
- Nikolaj Berdjaev, filosofo russo
- Nikolaj Čerkasov, attore sovietico
- Nikolaj Černyševskij, filosofo, rivoluzionario e scrittore russo
- Nikolaj Coster-Waldau, attore danese
- Nikolaj Gogol', scrittore e drammaturgo russo
- Nikolaj Kuznecov, ammiraglio sovietico
- Nikolaj L'vov, architetto, poeta ed etnografo russo
- Nikolaj Mjaskovskij, compositore russo
- Nikolaj Prževal'skij, esploratore russo
- Nikolaj Rimskij-Korsakov, compositore e docente russo
- Nikolaj Semënov, chimico e fisico sovietico
- Nikolaj Vavilov, agronomo, botanico e genetista russo
- Nikolaj Zelinskij, chimico russo

### Variante Nicolae
- Nicolae Bălcescu, rivoluzionario rumeno
- Nicolae Ceaușescu, politico e militare rumeno
- Nicolae Dică, calciatore e allenatore di calcio rumeno
- Nicolae Grigorescu, pittore rumeno
- Nicolae Iorga, storico, politico, accademico museologo e letterato rumeno
- Nicolae Văcăroiu, politico ed economista rumeno

### Variante Nicolò
- Nicolò Alunno, pittore italiano

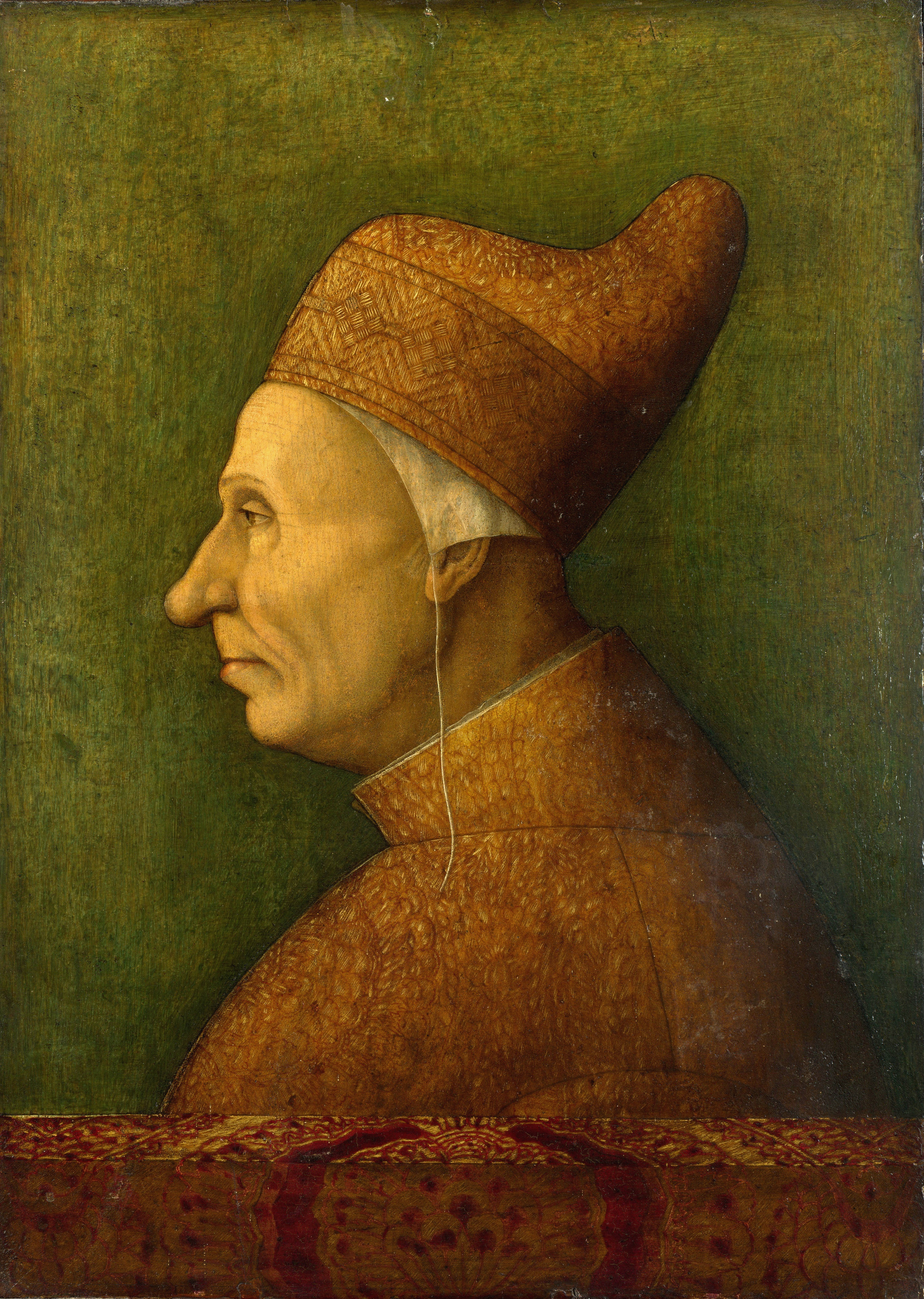
Nicolò Marcello

- Nicolò Bacher, meglio noto come Micurà de Rü, linguista austriaco
- Nicolò Carosio, giornalista e radiocronista italiano
- Nicolò Gallo, politico italiano
- Nicolò Marcello, doge veneziano
- Nicolò Mignogna, patriota e politico italiano
- Nicolò da Ponte, doge veneziano
- Nicolò Rusca, presbitero svizzero
- Nicolò Tron, doge veneziano

### Variante Niccolò

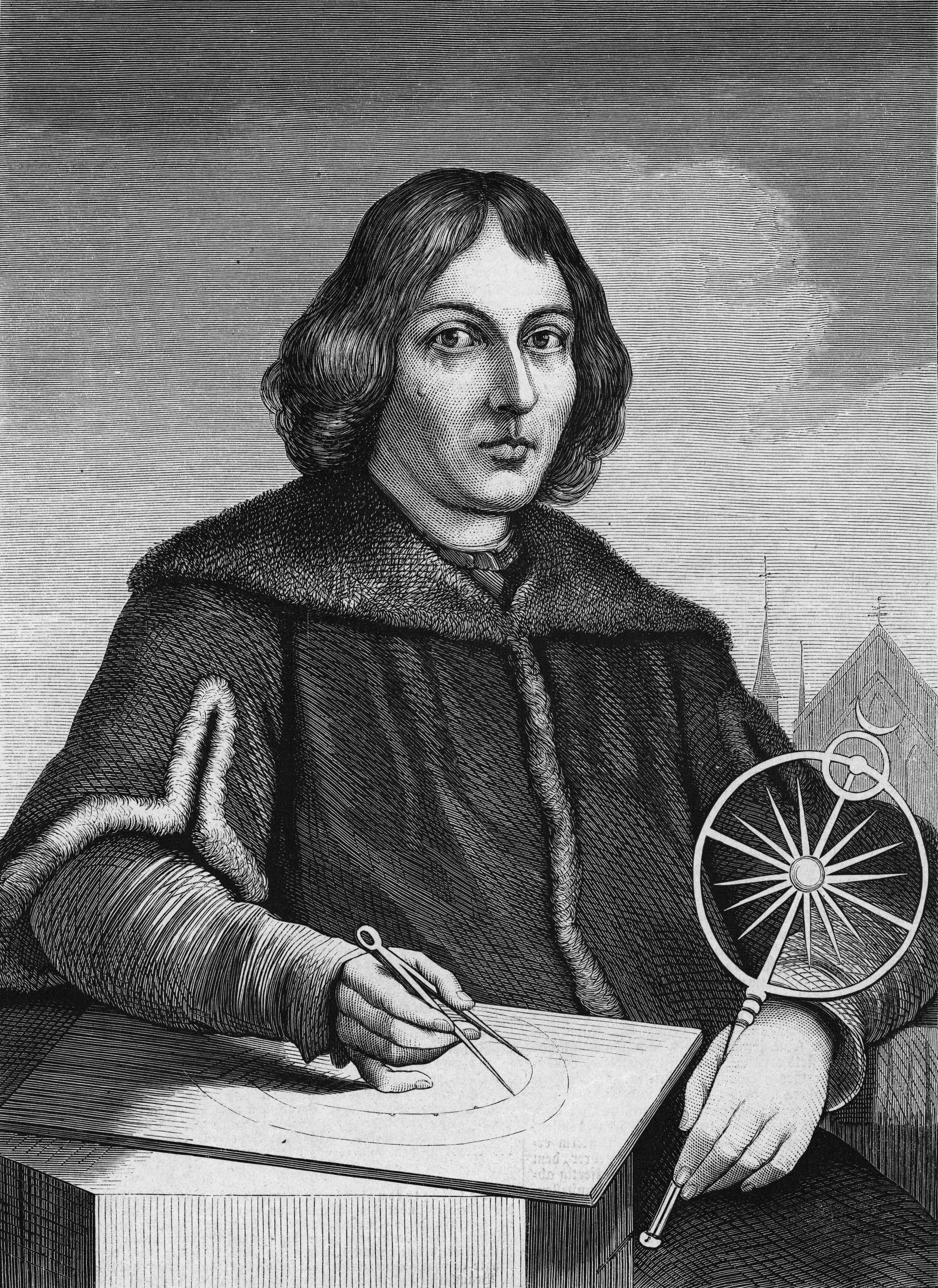
Niccolò Copernico

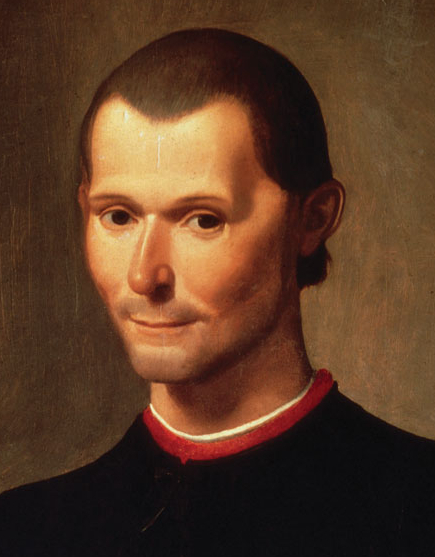
Niccolò Machiavelli

- Niccolò scultore italiano (XII secolo)
- Niccolò I, papa e santo
- Niccolò II, papa
- Niccolò III, papa
- Niccolò IV, papa
- Niccolò V, papa
- Niccolò III d'Este, marchese di Ferrara
- Niccolò Acciaiuoli, politico italiano
- Niccolò Albergati, vescovo cattolico e cardinale italiano
- Niccolò Ammaniti, scrittore italiano
- Niccolò Circignani, pittore italiano
- Niccolò Copernico, astronomo polacco
- Niccolò Fabi, cantautore italiano
- Niccolò Franco, poeta e scrittore italiano
- Niccolò Machiavelli, storico, scrittore, drammaturgo, politico e filosofo italiano
- Niccolò Paganini, violinista, compositore e chitarrista italiano
- Niccolò Piccinino, condottiero italiano
- Niccolò Piccinni, compositore italiano
- Niccolò Stenone, naturalista, geologo, anatomista e vescovo cattolico danese
- Niccolò Tartaglia, matematico italiano
- Niccolò Tommaseo, linguista, scrittore e patriota italiano
- Niccolò Tribolo, architetto e scultore italiano

### Variante Nils
- Nils Asther, attore svedese
- Nils Blommér, pittore svedese
- Nils Gustaf Dalén, fisico svedese
- Nils Ferlin, poeta svedese

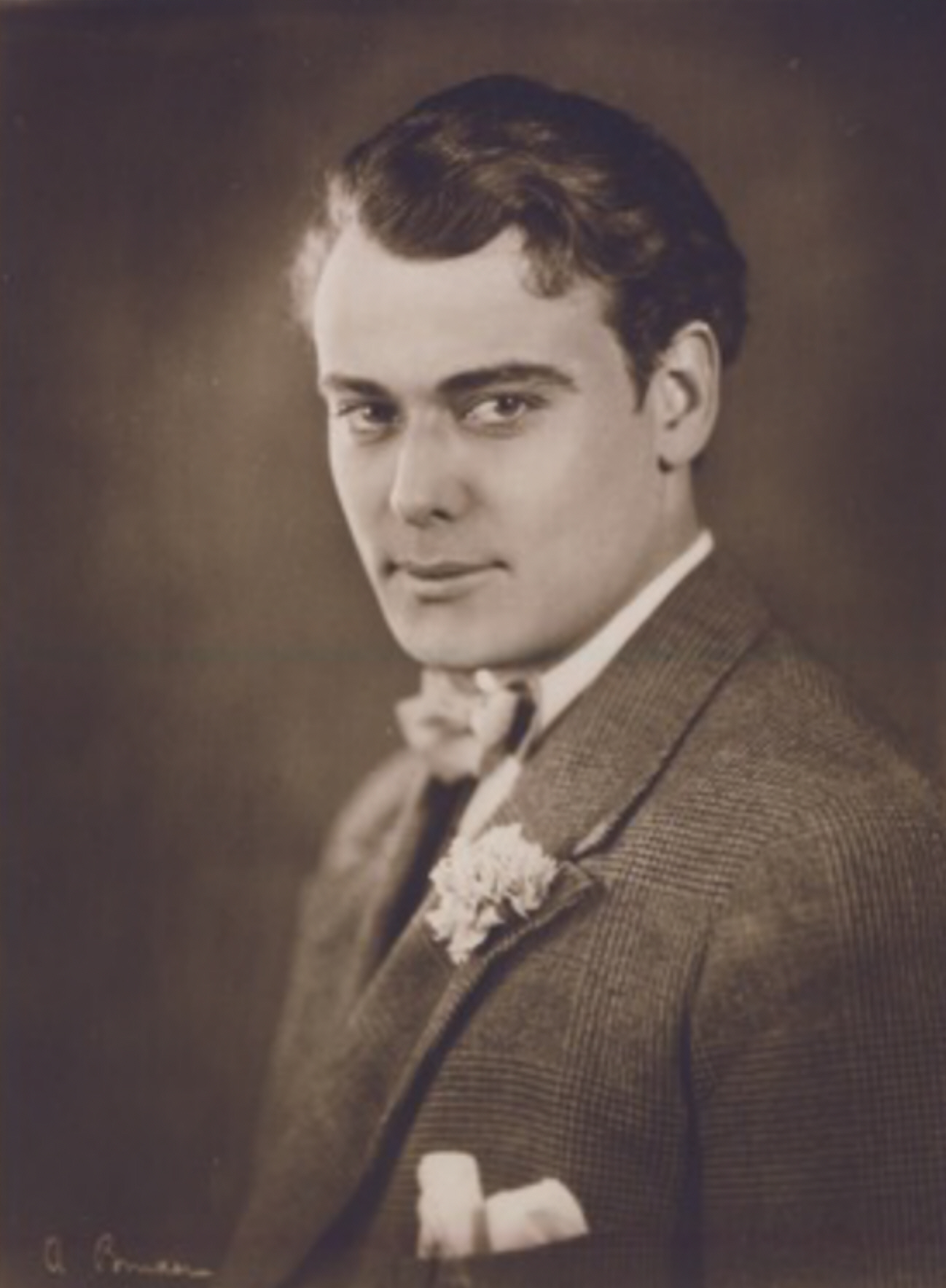
Nils Asther

- Nils Liedholm, calciatore e allenatore di calcio svedese
- Nils Lofgren, musicista, cantautore e polistrumentista statunitense
- Nils Poppe, attore svedese
- Nils Rosen von Rosenstein, medico svedese

### Variante Nick

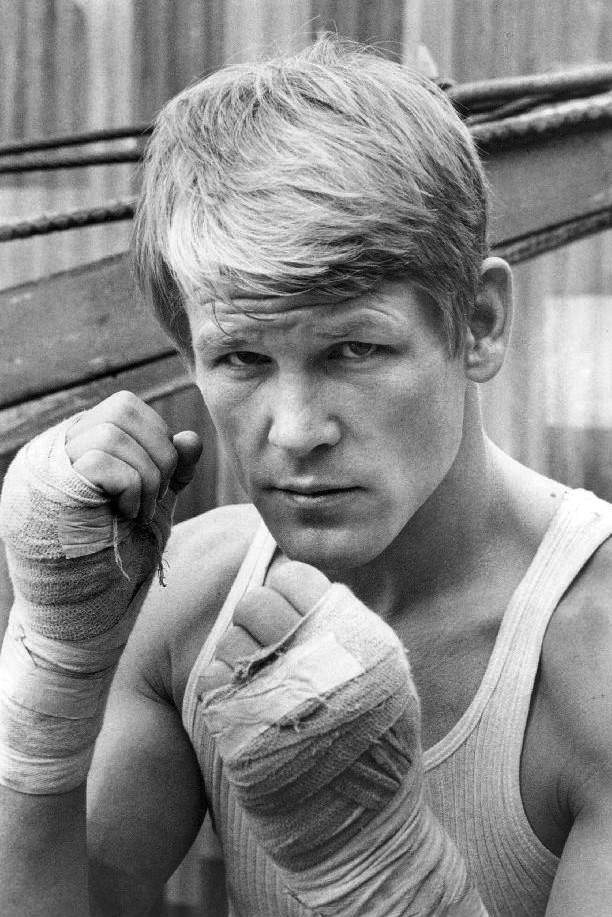
Nick Nolte

- Nick Cannon, rapper e attore statunitense
- Nick Cave, cantautore, compositore, scrittore, sceneggiatore e attore australiano
- Nick Drake, cantautore britannico
- Nick Heidfeld, pilota automobilistico tedesco
- Nick Jonas, cantautore, musicista e attore statunitense
- Nick Kamen, cantante, musicista e modello britannico
- Nick Mason, batterista, compositore, produttore discografico e pilota automobilistico britannico
- Nick Nolte, attore statunitense
- Nick Vujicic, predicatore e speaker motivazionale australiano

### Variante Klaus
- Klaus Allofs, calciatore tedesco

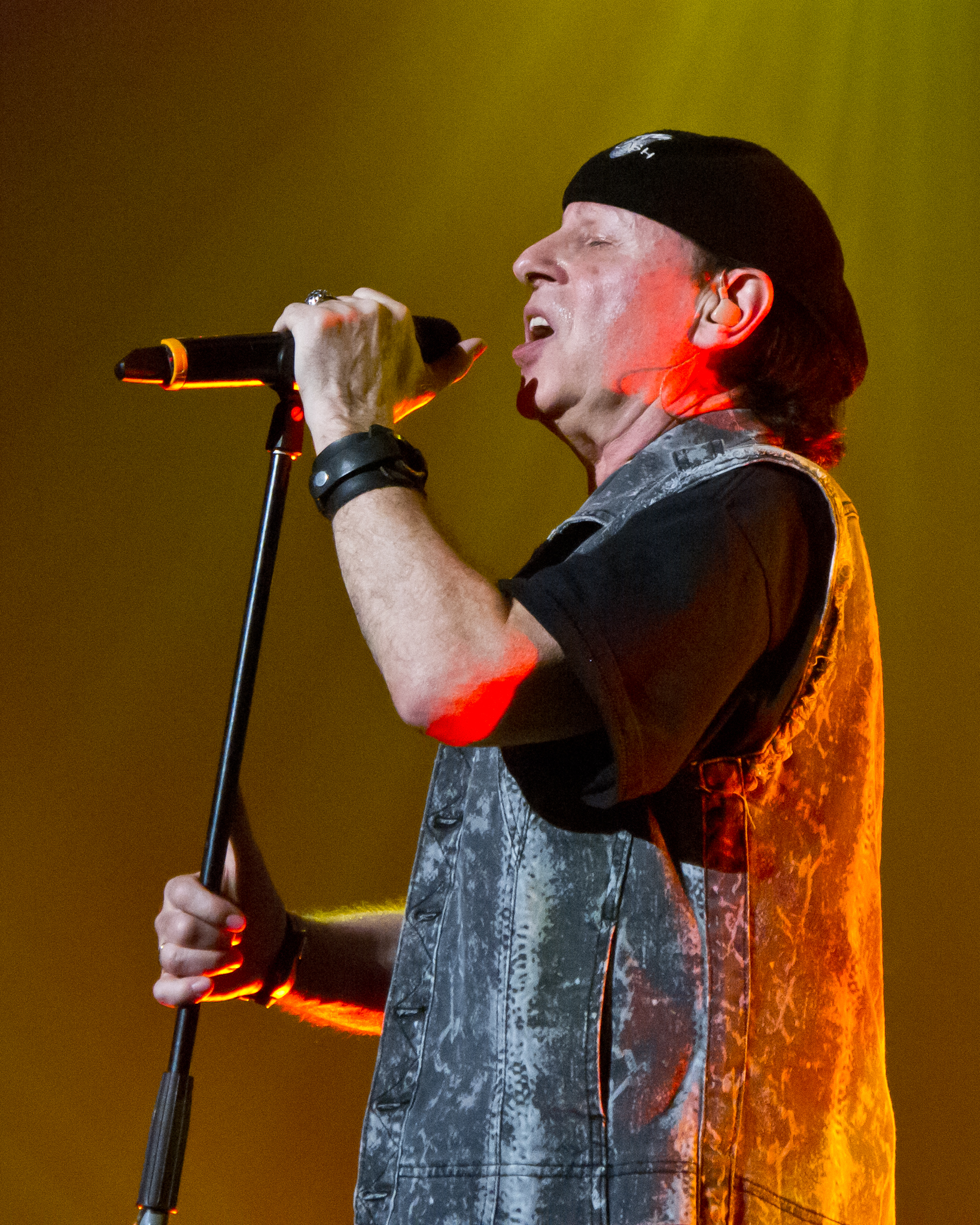
Klaus Meine

- Klaus Maria Brandauer, attore austriaco
- Klaus Fuchs, fisico tedesco naturalizzato britannico
- Klaus Kinski, attore, regista e sceneggiatore tedesco
- Klaus Meine, cantante tedesco
- Klaus Nomi, cantante tedesco
- Klaus Schulze, musicista e compositore tedesco
- Klaus von Klitzing, fisico tedesco

### Variante Mykola
- Mykola Avilov, decatleta sovietico ucraino
- Mykola Azarov, politico ucraino, Primo ministro dell'Ucraina dal 2010 al 2014
- Mykola Balan, militare ucraino, comandante della Guardia nazionale ucraina
- Mykola Fedorenko, ex calciatore sovietico, attuale allenatore di calcio ucraino
- Mykola Byčok, cardinale e vescovo cattolico ucraino
- Nikolaj Vasil'evič Gogol', scrittore nato in Ucraina che scrisse in russo perché la lingua ucraina era vietata nell'Impero russo
- Mykola Ischenko, calciatore ucraino
- Mykola Konrad, sacerdote greco-cattolico ucraino, martire nel 1941
- Mykola Leontovych, compositore, direttore di coro e insegnante ucraino
- Mykola Matviyenko, calciatore ucraino, ruolo, difensore sinistro
- Mykola Milchev, tiratore sportivo ucraino e campione olimpico di skeet del 2000
- Mykola Morozyuk, calciatore ucraino
- Mykola Musolitin, calciatore ucraino, ruolo centrocampista
- Mykola Pavlov, ex calciatore ucraino, attualmente allenatore
- Mykola Pymonenko, pittore ucraino

### Altre varianti
- Cola di Rienzo, tribuno romano

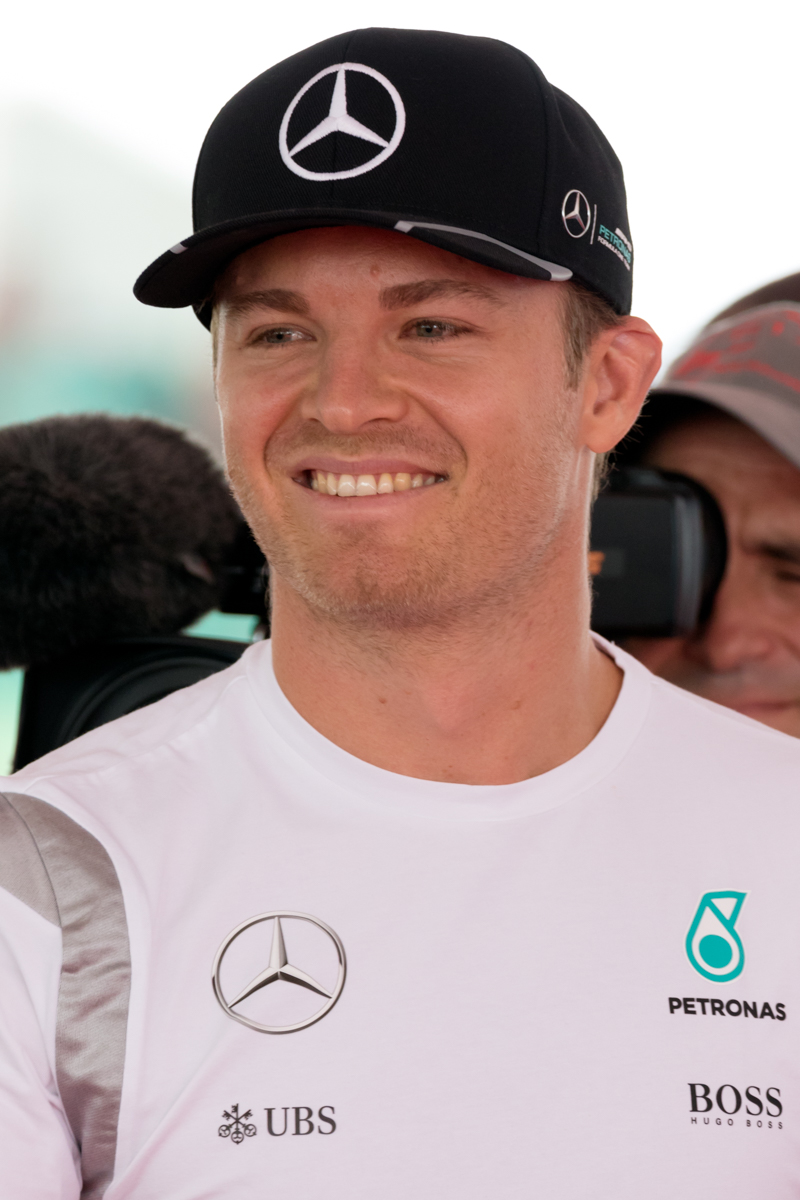
Nico Rosberg

- Nikos Kazantzakis, poeta e scrittore greco
- Nico Hulkenberg, pilota automobilistico tedesco
- Klaas-Jan Huntelaar, calciatore e dirigente sportivo olandese
- Nico Rosberg, pilota automobilistico tedesco
- Miklós Rózsa, compositore ungherese
- Nico Walther, bobbista tedesco
- Nikos Xylouris, musicista e cantante greco
- Nikol Pashinyan, politico armeno
- Claus Wilcke, attore tedesco

## Il nome nelle arti
- Nicola è il protagonista maschile del romanzo Mancarsi di Diego De Silva.
- Nicholas Nickleby è un romanzo di Charles Dickens.
- Nicola Carati è un personaggio del film La meglio gioventù ed è interpretato da Luigi Lo Cascio.
- Il piccolo Nicolas e i suoi genitori è un film francese del 2009 diretto da Laurent Tirard.
- Nick Fury è un film per la tv del 1998, ispirato all'omonimo fumetto della Marvel Comics, diretto da Rod Hardy.
- Nico è un film del 1988 diretto da Andrew Davis.
- Nicola "Nico" Giraldi è il protagonista di un popolare filone di film di genere commedia "poliziottesca" degli anni settanta e ottanta del secolo scorso.
- Niklaus Mikaelson, meglio noto come Klaus, è un personaggio della serie di romanzi Il diario del vampiro, creata dalla scrittrice Lisa J. Smith; svolge il ruolo di antagonista nel quarto e nel quattordicesimo volume della saga. Nelle serie televisive The Vampire Diaries e The Originals il personaggio è interpretato da Joseph Morgan.
- Nico Minoru è un personaggio dei fumetti Marvel Comics.
- Nick Donaugau è il nome del primo boss nel videogioco arcade The Super Spy.
- Nicholas "Nick" Burkhardt è il protagonista della serie televisiva Grimm.
- Nikolai Stepanovich Sokolov è un personaggio della serie di videogiochi Metal Gear.
- Klaus Heisler è uno dei protagonisti della serie animata American Dad.
- Nick Draper è un personaggio della miniserie televisiva The Generi.

## Curiosità
- Nils Olav è il nome di pinguino reale dello zoo di Edimburgo, che funge da mascotte della Guardia Reale norvegese.